# Green (Ohio)
Green és una població dels Estats Units a l'estat d'Ohio. Segons el cens del 2000 tenia 22.817 habitants.

## Demografia
Segons el cens del 2000, Green tenia 22.817 habitants, 8.742 habitatges, i 6.425 famílies. La densitat de població era de 274,8 habitants per km².
Dels 8.742 habitatges en un 34,2% hi vivien nens de menys de 18 anys, en un 61,3% hi vivien parelles casades, en un 8,9% dones solteres, i en un 26,5% no eren unitats familiars. En el 22,1% dels habitatges hi vivien persones soles el 7,9% de les quals corresponia a persones de 65 anys o més que vivien soles. El nombre mitjà de persones vivint en cada habitatge era de 2,59 i el nombre mitjà de persones que vivien en cada família era de 3,05.
Per edats la població es repartia de la següent manera: un 26,1% tenia menys de 18 anys, un 6,7% entre 18 i 24, un 28,5% entre 25 i 44, un 26,2% de 45 a 60 i un 12,6% 65 anys o més.
L'edat mediana era de 39 anys. Per cada 100 dones de 18 o més anys hi havia 94 homes.
La renda mediana per habitatge era de 54.133 $ i la renda mediana per família de 61.662 $. Els homes tenien una renda mediana de 45.456 $ mentre que les dones 28.725 $. La renda per capita de la població era de 25.575 $. Aproximadament el 4,2% de les famílies i el 5% de la població estaven per davall del llindar de pobresa.

## Poblacions més properes
El següent diagrama mostra les poblacions més properes.